# Eupithecia laquaearia
Eupithecia laquaearia là một loài bướm đêm trong họ Geometridae.